# Třída Arleigh Burke
Třída Arleigh Burke je třída víceúčelových raketových torpédoborců (guided missile destroyer) Námořnictva Spojených států amerických. Základem jejich vybavení je zbraňový systém Aegis a multifunkční radar AN/SPY-1 (od verze Flight III je využíván radar AN/SPY-6). Třída je pojmenována po admirálu Arleighu Burkeovi, americkém důstojníkovi torpédoborců za druhé světové války, který velel například v bitvě u mysu svatého Jiří. Hlavní úlohou těchto lodí je doprovod a ochrana svazů těžkých letadlových lodí. Torpédoborce jsou vybaveny pro protiletadlový, protilodní, i protiponorkový boj. Modernizace paubních systémů a výzbroje rozšířila schopnosti torpédoborců o ničení balistických raket středního doletu a satelitů.
Roku 2024 začaly být torpédoborce třídy Arleigh Burke využívány i jako velitelské lodě řídící protivzdušnou obranu svazů letadlových lodí. Vynutilo si to vyřazování raketových křižníků třídy Ticonderoga, které byly pro tuto roli specializovány. Prvotně byly nasazeny již dostupné torpédoborce verze Flight IIA, přičemž s plněním těchto úkolů bylo počítáno při návrhu verze Flight III.
Třída Arleigh Burke je početně velmi rozsáhlá. Prototypový torpédoborec byl do služby přijat roku 1991, přičemž roku 2025 stále probíhala stavba dalších torpédoborců této třídy (ve verzích Flight IIA Technology Insertion a Flight III). Ke konci roku 2009 bylo ve službě 56 z 63 tehdy objednaných torpédoborců. Později bylo rozhodnuto o stavbě dalších torpédoborců, takže se celkový počet objednaných lodí zvýšil na 75 a později až na 89 jednotek. Ke konci roku 2024 bylo ve službě 74 jednotek a další byly rozestavěné. Po vyřazení torpédoborce třídy Spruance USS Cushing roku 2005 se třída Arleigh Burke na jedenáct let stala jedinou třídou amerických torpédoborců v aktivní službě. Až roku 2016 ji doplnil prototyp tříčlenné třídy Zumwalt.
Z konstrukce třídy Arleigh Burke jsou rovněž odvozeny japonské torpédoborce třídy Kongó, Atago a Maja a jihokorejské torpédoborce třídy Tchedžo Veliký a třídy Čongdžo Veliký.

## Stavba
Stavba lodí byla rozdělena mezi dvě americké loděnice. Celkem 40 jednotek staví koncern Huntington Ingalls Industries (HHI) v loděnici Ingalls Shipbuilding (Ingalls) v Pascagoule ve státě Mississippi. Předtím loděnice patřila pod koncerny Litton Industries a Northrop Grumman Ship Systems Ingalls Operations. Stavbu dalších 44 jednotek zajišťuje loděnice Bath Iron Works (BIW, součást divize General Dynamics Marine Systems koncernu General Dynamics) v Bathu ve státě Maine. Postupnou modifikací konstrukce vzniklo několik variant – 21 kusů je označováno Flight I, následujících sedm kusů Flight II a dalších 47 kusů Flight IIA, zbylých 25 jednotek je ve verzi Flight III.
Jednotky třídy Arleigh Burke:
| Jméno                                | Verze                                | Loděnice | Založení kýlu      | Spuštěna           | Vstup do služby    | Status    |
| ------------------------------------ | ------------------------------------ | -------- | ------------------ | ------------------ | ------------------ | --------- |
| USS Arleigh Burke (DDG-51)           | Flight I                             | BIW      | 6. prosince 1988   | 16. září 1989      | 4. července 1991   | aktivní   |
| USS Barry (DDG-52)                   | Flight I                             | Ingalls  | 26. února 1990     | 8. června 1991     | 12. prosince 1992  | aktivní   |
| USS John Paul Jones (DDG-53)         | Flight I                             | BIW      | 8. srpna 1990      | 26. října 1991     | 18. prosince 1993  | aktivní   |
| USS Curtis Wilbur (DDG-54)           | Flight I                             | BIW      | 12. března 1991    | 16. května 1992    | 19. března 1994    | aktivní   |
| USS Stout (DDG-55)                   | Flight I                             | Ingalls  | 8. srpna 1991      | 16. října 1992     | 13. srpna 1994     | aktivní   |
| USS John S. McCain (DDG-56)          | Flight I                             | BIW      | 3. září 1991       | 26. září 1992      | 2. července 1994   | aktivní   |
| USS Mitscher (DDG-57)                | Flight I                             | Ingalls  | 12. února 1992     | 7. května 1993     | 10. prosince 1994  | aktivní   |
| USS Laboon (DDG-58)                  | Flight I                             | BIW      | 23. března 1992    | 20. února 1993     | 18. března 1995    | aktivní   |
| USS Russell (DDG-59)                 | Flight I                             | Ingalls  | 24. července 1992  | 20. října 1993     | 20. května 1995    | aktivní   |
| USS Paul Hamilton (DDG-60)           | Flight I                             | BIW      | 24. srpna 1992     | 24. července 1993  | 27. května 1995    | aktivní   |
| USS Ramage (DDG-61)                  | Flight I                             | Ingalls  | 4. ledna 1993      | 11. února 1994     | 22. července 1995  | aktivní   |
| USS Fitzgerald (DDG-62)              | Flight I                             | BIW      | 9. února 1993      | 29. ledna 1994     | 14. října 1995     | aktivní   |
| USS Stethem (DDG-63)                 | Flight I                             | Ingalls  | 11. května 1993    | 17. července 1994  | 21. října 1995     | aktivní   |
| USS Carney (DDG-64)                  | Flight I                             | BIW      | 8. srpna 1993      | 23. července 1994  | 13. dubna 1996     | aktivní   |
| USS Benfold (DDG-65)                 | Flight I                             | Ingalls  | 27. září 1993      | 9. listopadu 1994  | 30. března 1996    | aktivní   |
| USS Gonzales (DDG-66)                | Flight I                             | BIW      | 3. února 1994      | 18. února 1995     | 12. října 1996     | aktivní   |
| USS Cole (DDG-67)                    | Flight I                             | Ingalls  | 28. února 1994     | 10. února 1995     | 8. června 1996     | aktivní   |
| USS The Sullivans (DDG-68)           | Flight I                             | BIW      | 27. července 1994  | 12. srpna 1995     | 19. dubna 1997     | aktivní   |
| USS Milius (DDG-69)                  | Flight I                             | Ingalls  | 8. srpna 1994      | 1. srpna 1995      | 23. listopadu 1996 | aktivní   |
| USS Hopper (DDG-70)                  | Flight I                             | BIW      | 23. února 1995     | 6. ledna 1996      | 6. září 1997       | aktivní   |
| USS Ross (DDG-71)                    | Flight I                             | Ingalls  | 10. dubna 1995     | 22. března 1996    | 28. června 1997    | aktivní   |
| USS Mahan (DDG-72)                   | Flight II                            | BIW      | 17. srpna 1995     | 29. června 1996    | 14. února 1998     | aktivní   |
| USS Decatur (DDG-73)                 | Flight II                            | BIW      | 11. ledna 1996     | 10. listopadu 1996 | 29. srpna 1998     | aktivní   |
| USS McFaul (DDG-74)                  | Flight II                            | Ingalls  | 26. ledna 1996     | 18. ledna 1997     | 25. dubna 1998     | aktivní   |
| USS Donald Cook (DDG-75)             | Flight II                            | BIW      | 9. července 1996   | 3. května 1997     | 4. prosince 1998   | aktivní   |
| USS Higgins (DDG-76)                 | Flight II                            | BIW      | 14. listopadu 1996 | 4. října 1997      | 24. dubna 1999     | aktivní   |
| USS O‘Kane (DDG-77)                  | Flight II                            | BIW      | 8. května 1997     | 28. března 1998    | 23. října 1999     | aktivní   |
| USS Porter (DDG-78)                  | Flight II                            | Ingalls  | 2. prosince 1996   | 12. listopadu 1997 | 20. března 1999    | aktivní   |
| USS Oscar Austin (DDG-79)            | Flight IIA                           | BIW      | 9. října 1997      | 7. listopadu 1998  | 19. srpna 2000     | aktivní   |
| USS Roosevelt (DDG-80)               | Flight IIA                           | Ingalls  | 15. prosince 1997  | 10. ledna 1999     | 14. října 2000     | aktivní   |
| USS Winston S. Churchill (DDG-81)    | Flight IIA                           | BIW      | 7. května 1998     | 17. dubna 1999     | 10. března 2001    | aktivní   |
| USS Lassen (DDG-82)                  | Flight IIA                           | Ingalls  | 24. srpna 1998     | 16. října 1999     | 21. dubna 2001     | aktivní   |
| USS Howard (DDG-83)                  | Flight IIA                           | BIW      | 9. prosince 1998   | 20. listopadu 1999 | 20. října 2001     | aktivní   |
| USS Bulkeley (DDG-84)                | Flight IIA                           | Ingalls  | 10. května 1999    | 21. června 2000    | 8. prosince 2001   | aktivní   |
| USS McCampbell (DDG-85)              | Flight IIA                           | BIW      | 15. července 1999  | 2. července 2000   | 17. srpna 2002     | aktivní   |
| USS Shoup (DDG-86)                   | Flight IIA                           | Ingalls  | 13. prosince 1999  | 22. listopadu 2000 | 22. června 2002    | aktivní   |
| USS Mason (DDG-87)                   | Flight IIA                           | BIW      | 19. ledna 2000     | 23. června 2001    | 12. dubna 2003     | aktivní   |
| USS Preble (DDG-88)                  | Flight IIA                           | Ingalls  | 22. června 2000    | 1. června 2001     | 9. listopadu 2002  | aktivní   |
| USS Mustin (DDG-89)                  | Flight IIA                           | Ingalls  | 15. ledna 2001     | 12. prosince 2001  | 26. července 2003  | aktivní   |
| USS Chafee (DDG-90)                  | Flight IIA                           | BIW      | 12. dubna 2001     | 2. listopadu 2002  | 18. října 2003     | aktivní   |
| USS Pickney (DDG-91)                 | Flight IIA                           | Ingalls  | 16. července 2001  | 26. června 2002    | 29. května 2004    | aktivní   |
| USS Momsen (DDG-92)                  | Flight IIA                           | BIW      | 16. listopadu 2001 | 19. července 2003  | 28. srpna 2004     | aktivní   |
| USS Chung-Hoon (DDG-93)              | Flight IIA                           | Ingalls  | 14. ledna 2002     | 15. prosince 2002  | 18. září 2004      | aktivní   |
| USS Nitze (DDG-94)                   | Flight IIA                           | BIW      | 20. září 2002      | 3. dubna 2004      | 5. března 2005     | aktivní   |
| USS James E. Williams (DDG-95)       | Flight IIA                           | Ingalls  | 15. července 2002  | 25. června 2003    | 11. prosince 2004  | aktivní   |
| USS Bainbridge (DDG-96)              | Flight IIA                           | BIW      | 7. května 2003     | 13. listopadu 2004 | 12. listopadu 2005 | aktivní   |
| USS Halsey (DDG-97)                  | Flight IIA                           | Ingalls  | 13. ledna 2002     | 9. ledna 2004      | 30. července 2005  | aktivní   |
| USS Forrest Sherman (DDG-98)         | Flight IIA                           | Ingalls  | 7. srpna 2003      | 2. října 2004      | 28. ledna 2006     | aktivní   |
| USS Farragut (DDG-99)                | Flight IIA                           | BIW      | 9. ledna 2004      | 23. července 2005  | 10. června 2006    | aktivní   |
| USS Kidd (DDG-100)                   | Flight IIA                           | Ingalls  | 29. dubna 2004     | 22. ledna 2005     | 9. června 2007     | aktivní   |
| USS Gridley (DDG-101)                | Flight IIA                           | BIW      | 30. července 2004  | 28. prosince 2005  | 10. února 2007     | aktivní   |
| USS Sampson (DDG-102)                | Flight IIA                           | BIW      | 20. března 2005    | 16. října 2006     | 3. listopadu 2007  | aktivní   |
| USS Truxtun (DDG-103)                | Flight IIA                           | Ingalls  | 11. dubna 2005     | 2. června 2007     | 25. dubna 2009     | aktivní   |
| USS Sterett (DDG-104)                | Flight IIA                           | BIW      | 17. listopadu 2005 | 19. května 2007    | 9. srpna 2008      | aktivní   |
| USS Dewey (DDG-105)                  | Flight IIA                           | Ingalls  | 4. října 2006      | 26. ledna 2008     | 6. března 2010     | aktivní   |
| USS Stockdale (DDG-106)              | Flight IIA                           | BIW      | 10. srpna 2006     | 10. května 2008    | 18. dubna 2009     | aktivní   |
| USS Gravely (DDG-107)                | Flight IIA                           | Ingalls  | 26. listopadu 2007 | 30. března 2009    | 20. listopadu 2010 | aktivní   |
| USS Wayne E. Meyer (DDG-108)         | Flight IIA                           | BIW      | 17. května 2007    | 18. října 2008     | 10. října 2010     | aktivní   |
| USS Jason Dunham (DDG-109)           | Flight IIA                           | BIW      | 11. dubna 2008     | 1. srpna 2009      | 13. listopadu 2010 | aktivní   |
| USS William P. Lawrence (DDG-110)    | Flight IIA                           | Ingalls  | 16. září 2008      | 15. prosince 2009  | 4. června 2011     | aktivní   |
| USS Spruance (DDG-111)               | Flight IIA                           | BIW      | 14. května 2009    | 6. června 2010     | 1. října 2011      | aktivní   |
| USS Michael Murphy (DDG-112)         | Flight IIA                           | BIW      | 18. června 2010    | 7. května 2011     | 6. října 2012      | aktivní   |
| USS John Finn (DDG-113)              | Flight IIA Restart                   | Ingalls  | 5. listopadu 2013  | 28. března 2015    | 15. července 2017  | aktivní   |
| USS Ralph Johnson (DDG-114)          | Flight IIA Restart                   | Ingalls  | 12. září 2014      | 12. prosince 2015  | 24. března 2018    | aktivní   |
| USS Rafael Peralta (DDG-115)         | Flight IIA Restart                   | BIW      | 30. října 2014     | 1. listopadu 2015  | 29. července 2017  | aktivní   |
| USS Thomas Hudner (DDG-116)          | Flight IIA Technology Insertion (TI) | BIW      | 16. listopadu 2015 | 23. dubna 2017     | 1. prosince 2018   | aktivní   |
| USS Paul Ignatius (DDG-117)          | Flight IIA TI                        | Ingalls  | 20. října 2015     | 12. listopadu 2016 | 27. července 2019  | aktivní   |
| USS Daniel Inouye (DDG-118)          | Flight IIA TI                        | BIW      | 14. května 2018    | 27. října 2019     | 8. prosince 2021   | aktivní   |
| USS Delbert D. Black (DDG-119)       | Flight IIA TI                        | Ingalls  | 1. června 2016     | 8. září 2017       | 26. září 2020      | aktivní   |
| USS Carl M. Levin (DDG-120)          | Flight IIA TI                        | BIW      | 1. února 2019      | 16. května 2021    | 24. června 2023    | aktivní   |
| USS Frank E. Petersen Jr. (DDG-121)  | Flight IIA TI                        | Ingalls  | 21. února 2017     | 13. července 2018  | 14. května 2022    | aktivní   |
| USS John Basilone (DDG-122)          | Flight IIA TI                        | BIW      | 10. ledna 2020     | 12. června 2022    | 9. listopadu 2024  | aktivní   |
| USS Lenah Sutcliffe Higbee (DDG-123) | Flight IIA TI                        | Ingalls  | 24. listopadu 2017 | 27. ledna 2020     | 13. května 2023    | aktivní   |
| USS Harvey C. Barnum Jr. (DDG-124)   | Flight IIA TI                        | BIW      | 6. dubna 2021      | 3. října 2023      |                    | ve stavbě |
| USS Jack H. Lucas (DDG-125)          | Flight III                           | Ingalls  | 8. listopadu 2019  | 4. června 2021     | 7. října 2023      | aktivní   |
| USS Louis H. Wilson Jr. (DDG-126)    | Flight III                           | BIW      | 16. května 2023    |                    |                    | ve stavbě |
| USS Patrick Gallagher (DDG-127)      | Flight IIA TI                        | BIW      | 30. března 2022    | 15. října 2024     |                    | ve stavbě |
| USS Ted Stevens (DDG-128)            | Flight III                           | Ingalls  | 9. března 2022     | 15. srpna 2023     |                    | ve stavbě |
| USS Jeremiah Denton (DDG-129)        | Flight III                           | Ingalls  | 16. srpna 2022     | 25. března 2025    |                    | ve stavbě |
| USS William Charette (DDG-130)       | Flight III                           | BIW      | 29. srpna 2024     |                    |                    | ve stavbě |
| USS George M. Neal (DDG-131)         | Flight III                           | Ingalls  | 15. prosince 2023  |                    |                    | ve stavbě |
| USS Quentin Walsh (DDG-132)          | Flight III                           | BIW      | 20. května 2025    |                    |                    | ve stavbě |
| USS Sam Nunn (DDG-133)               | Flight III                           | Ingalls  | 22. listopadu 2024 |                    |                    | ve stavbě |
| USS John E. Kilmer (DDG-134)         | Flight III                           | BIW      |                    |                    |                    | ve stavbě |
| USS Thad Cochran (DDG-135)           | Flight III                           | Ingalls  |                    |                    |                    | ve stavbě |
| USS Richard G. Lugar (DDG-136)       | Flight III                           | BIW      |                    |                    |                    | ve stavbě |
| USS John F. Lehman (DDG-137)         | Flight III                           | Ingalls  |                    |                    |                    | schválen  |
| USS J. William Middendorf (DDG-138)  | Flight III                           | BIW      |                    |                    |                    | schválen  |
| USS Telesforo Trinidad (DDG-139)     | Flight III                           | Ingalls  |                    |                    |                    | schválen  |
| USS Thomas G. Kelley (DDG-140)       | Flight III                           | BIW      |                    |                    |                    | plánován  |
| USS Ernest E. Evans (DDG-141)        | Flight III                           | Ingalls  |                    |                    |                    | objednán  |
| USS Charles J. French (DDG-142)      | Flight III                           | Ingalls  |                    |                    |                    | objednán  |
| USS Richard J. Danzig (DDG-143)      | Flight III                           | Ingalls  |                    |                    |                    | objednán  |
| USS Michael G. Mullen (DDG-144)      | Flight III                           | BIW      |                    |                    |                    | objednán  |
| USS Intrepid (DDG-145)               | Flight III                           | Ingalls  |                    |                    |                    | objednán  |
| USS Robert Kerrey (DDG-146)          | Flight III                           | Ingalls  |                    |                    |                    | objednán  |
| USS Ray Mabus (DDG-147)              | Flight III                           | Ingalls  |                    |                    |                    | objednán  |
| USS Kyle Carpenter (DDG-148)         | Flight III                           | BIW      |                    |                    |                    | objednán  |
| USS Robert R. Ingram (DDG-149)       | Flight III                           | Ingalls  |                    |                    |                    | objednán  |

## Konstrukce

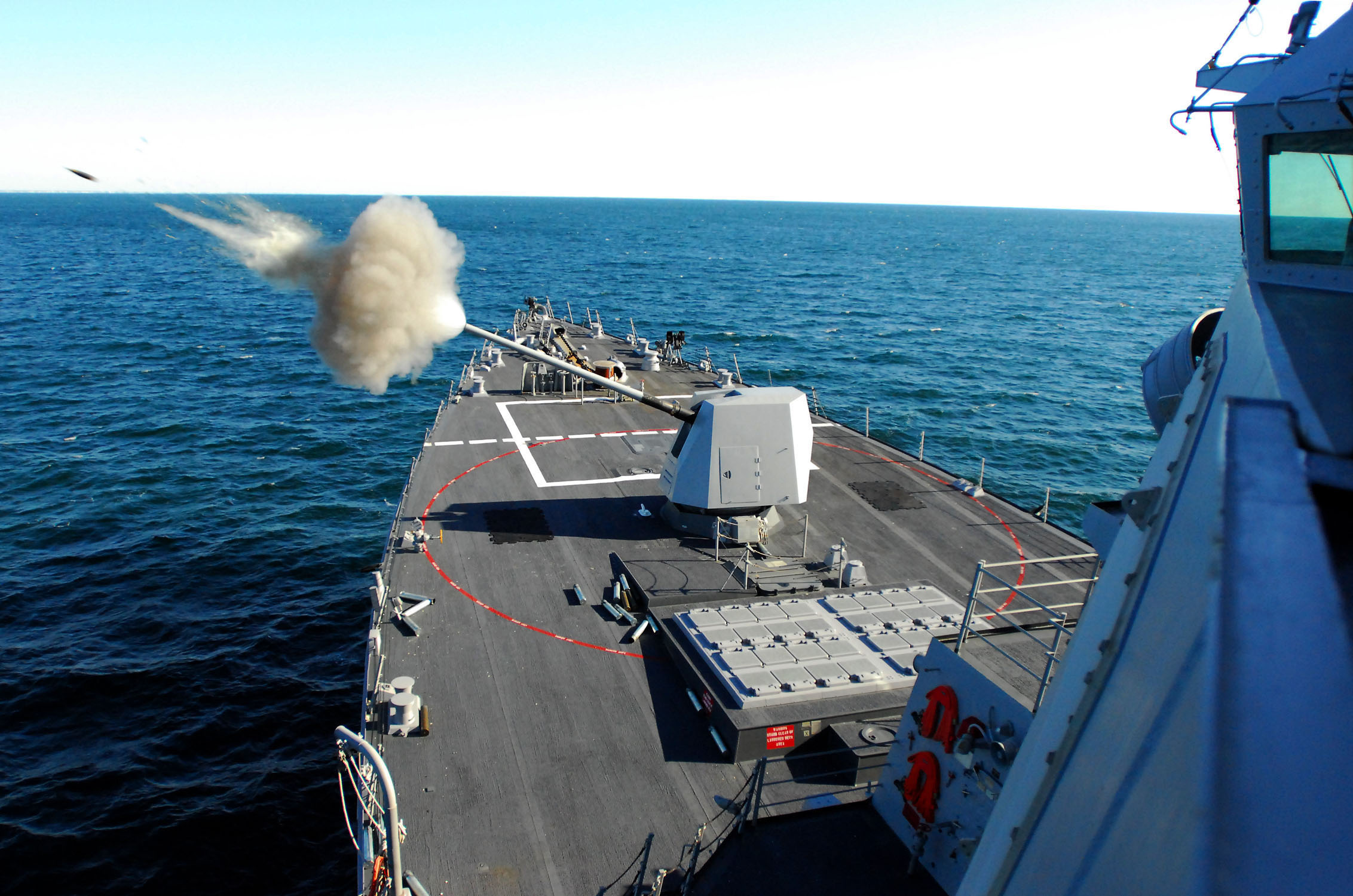
Příďová dělová věž a vertikální odpalovací silo torpédoborce USS Forest Sherman (DDG-98)

Konstrukce lodí je (s výjimkou komínů) celá z různých druhů oceli a jsou v ní použity prvky technologie stealth. Důležité části lodí jsou chráněny kevlarovým pancířem. První postavené jednotky nenesly žádný hangár pro vrtulníky. To se ovšem neosvědčilo a vylepšené novější lodi mají hangár pro dva vrtulníky H-60 Seahawk.
Výzbroj jednotlivých lodí se liší. Ve dvou vertikálních odpalovacích zařízeních Mk 41 nesou padesát šest střel s plochou dráhou letu Tomahawk TLAM, protiletadlové řízené střely Standard verzí SM-2MR (nejnověji též SM-3 schopné likvidovat balistické střely), střely RIM-162 ESSM (evolved Sea Sparrow missile) chránící lodi proti protilodním střelám a střely protiponorkového systému RUM-139. Protilodní výzbroj tvoří osm řízených střel RGM-84 Harpoon (kromě nejnovější verze Flight IIA). Obranné systémy doplňují dva 20mm hlavňové systémy blízké obrany Phalanx. Torpédoborce nesou též jeden 127mm kanón Mk 45, několik 12,7mm kulometů a dva tříhlavňové torpédomety Mk 32 pro 324mm protiponorková torpéda.
Lodě pohání čtyři plynové turbíny General Electric LM2500, každý o výkonu 27 000 hp. Vždy jeden pár turbín je umístěn ve společné strojovně a pohání jeden lodní šroub. Nejvyšší rychlost je 30 uzlů. Dosah je 4 400 námořních mil při 20 uzlů. Všechna plavidla jsou chráněna proti biologickým a chemickým zbraním i radiaci. Vlečný sonar AN/SQR-19 byl u verze flight IIA odstraněn.

### Flight III

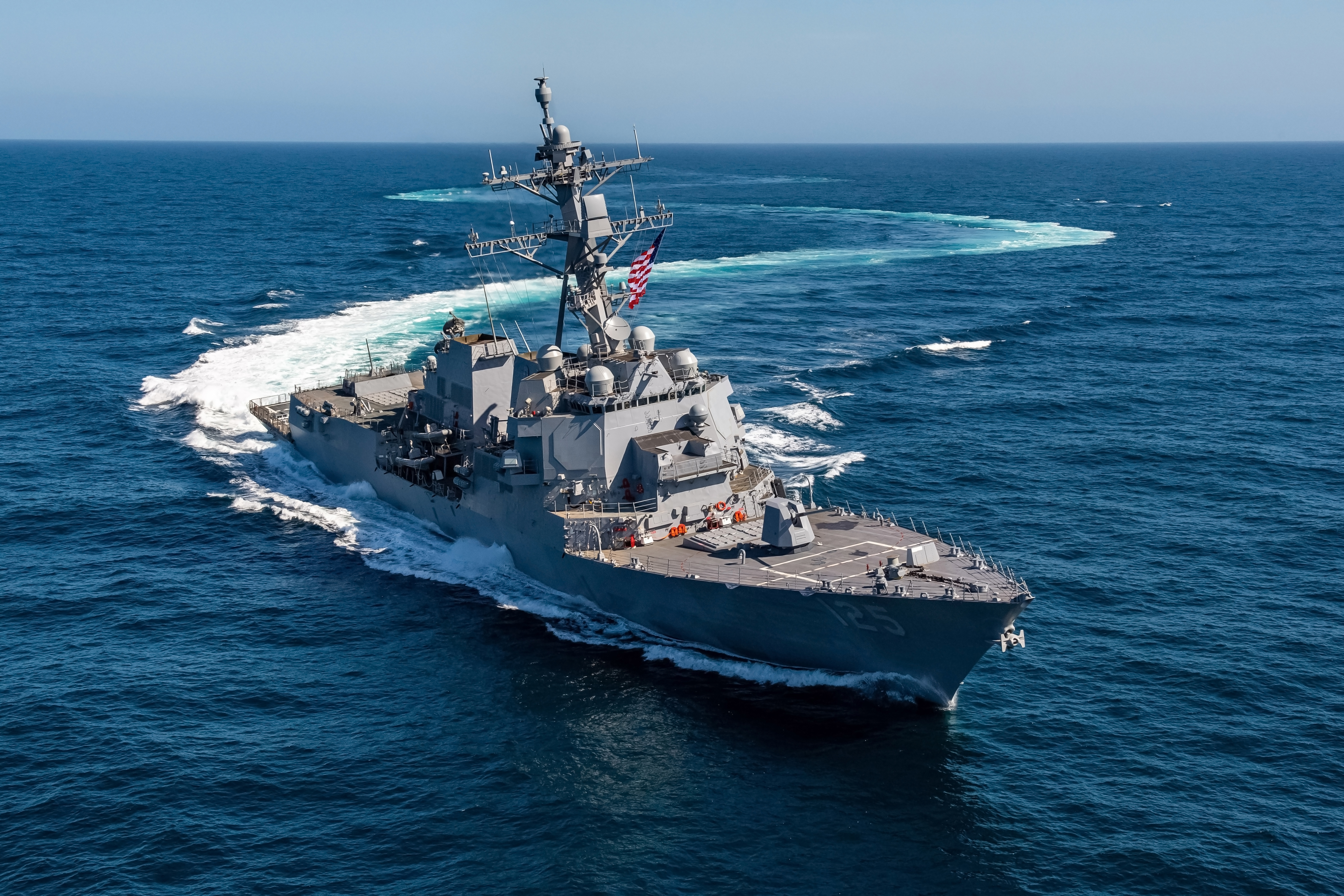
První dokončený torpédoborec verze Flight III USS Jack H. Lucas (DDG-125) během zkoušek

Hlavním vylepšením je instalace nového radaru Raytheon AN/SPY-6(V), který slouží pro boj proti vzdušným cílům i balistickým střelám.

### Modernizace
Část lodí této třídy bude v rámci programu s označením Surface Electronic Warfare Improvement Program (SEWIP) vybavena modernizovaným systémem elektronického boje SEWIP Block III. Jako první jím byl vybaven torpédoborec Pinckney. Úprava výrazně změnila vzhled lodi, neboť prvky systému byly umístěny do uzavřených výstupků na bocích hlavní nástavby, která se tak vizuálně značně rozšířila. V roce 2023 americké námořnictvo plánovalo, že systémem vybaví dvacet torpédoborců třídy Arleigh Burke verze Flight IIA.

## Operační nasazení

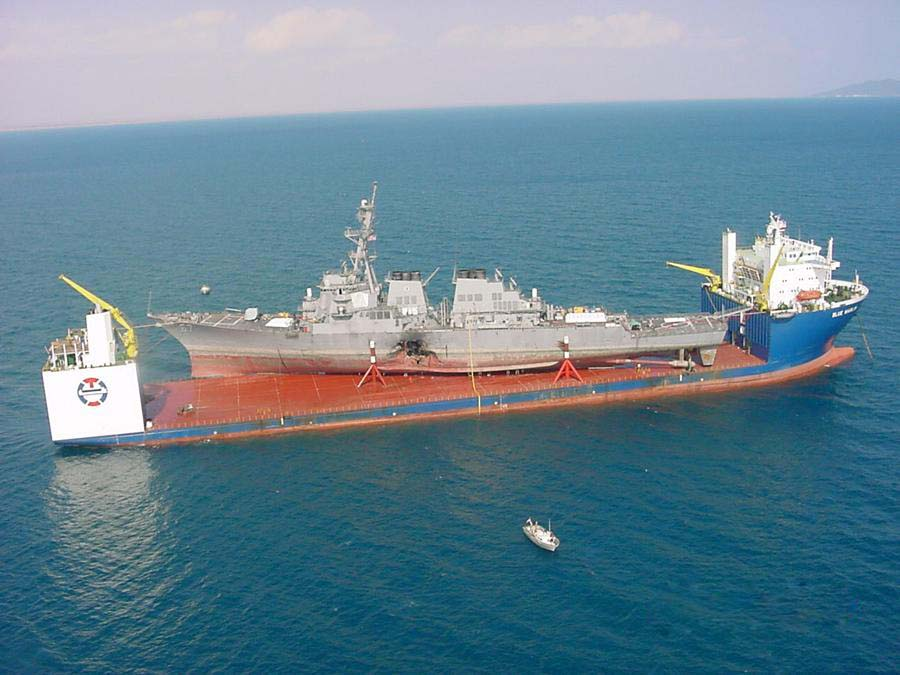
Poškozený USS Cole je přepravován do USA k opravě

Lodě třídy Arleigh Burke již byly nasazeny například ve válce v bývalé Jugoslávii, válce v Afghánistánu (2001), válce v Iráku (2003) či kampani proti somálským pirátům. Celkem 17 amerických námořníků zahynulo a dalších 39 bylo zraněno při útoku výbušninami naloženého sebevražedného člunu na torpédoborec USS Cole (DDG-67) v jemenském přístavu Aden dne 12. října 2000.